# Bos (achternaam)
Bos is een van oorsprong Nederlandse achternaam. Per naamdrager kan de oorsprong van de naam verschillen. De eerste mogelijkheid is dat de naam een patroniem is van de voornaam Bos, de tweede mogelijkheid is dat de eerste naamdrager woonde op een plaats die bekendstond onder de naam (het) bos.

## Aantallen naamdragers

### Nederland
In Nederland kwam de naam in 2007 35.402 keer voor, daarmee was het de 14e meest voorkomende achternaam van Nederland. De grootste concentratie woonde toen in Bunschoten met 2,12% van de bevolking daar.

### België
In België komt de naam minder vaak voor. In 2008 waren er nog 813 naamdragers, met de grootste concentratie in Zonhoven, waar 0,497% van de inwoners deze achternaam droeg.

## Nederlandse personen
- Abraham Bos, hoogleraar in oude kerkvaders en filosofie
- Ad Bos, klokkenluider en politicus voor het Ad Bos Collectief
- Albert Bos, verzetsstrijder
- Annie Bos, actrice
- Arie Bos, biljarter
- Arnold Bos, voetballer
- Arnoud Bos, acteur
- Bé Bos, econoom en bestuurder
- Ben Bos, grafisch vormgever
- Bert Bos, informaticus
- Burny Bos, schrijver en filmproducent
- Coenraad Valentijn Bos, pianist
- Corstiaan Bos, politicus voor de Christelijk-Historische Unie
- Christiaan Bos, kunstschilder (1835-1918)
- D. Bos, kolonel eerste-kapitein-ingenieur
- Dick Bos, een fictieve figuur uit stripboekjes met dezelfde naam
- Dirk Bos, politicus voor de VDB
- Ery Bos, pseudoniem van Erika Bos, danseres
- Frederik Bos, politicus voor de Plattelandersbond
- Freerk Bos, acteur
- Gerlof Bos, internetondernemer
- Hans Bos, Engelandvaarder
- Henk Bos, voetballer
- Jaap Bos, voetballer
- Jacobus Johannes Bos, predikant en geschiedschrijver
- Jan Bos (1868-1920), Nederlands burgemeester
- Jan Bos (1923-1995), Nederlands burgemeester
- Jan Bos (schaatser),  voormalig Nederlands langebaanschaatser
- Jan Just Bos (1939-2003), botanicus, televisiepresentator en roeier
- Jan Pieter Bos (1891 – 2002) was vanaf 18 mei 1998 de oudste levende man van Nederland
- Jan Ritzema Bos, botanicus en zoöloog
- Jelmar Bos, atleet
- Kees Bos, cabaretier
- Kimberley Bos, skeletonster
- Lex Bos, hockeyer
- Linda Bos, voetballer
- Loek Bos, tekenaar en kunstschilder
- Marco Bos (schaatser), schaatser
- Marco Bos (wielrenner), wielrenner
- Peter Bos, acteur
- Pierre Bos, politicus voor het CDA
- Piet Bos, Opera Pietje, kreeg in 2007 een Zilveren Anjer
- Pieter Roelf Bos (1847-1902), bekend van de Bosatlas, broer van Jan Ritzema Bos
- Renée Jones-Bos, topambtenaar en voormalig diplomate
- Roel Bos, acteur en filmproducent
- Ruud Bos, golfer
- Ruud Bos, componist
- Stef Bos, zanger
- Stella Bos, artiestennaam voor Adri Tuinsma, zangeres
- Tamara Bos, schrijfster
- Theo Bos (1965–2013), voetballer en trainer/coach Vitesse
- Theo Bos, baanwielrenner, broer van schaatser Jan Bos
- Thomas Bos, langebaanschaatser
- Tino Bos, zanger en musicalacteur
- W.B.H. Bos, politicus van de KVP en later het CDA
- Willem Bos (1830-1893), burgemeester Oudorp
- Willem Bos (1893-1960), waarnemend burgemeester Baarn
- Willem Pieter Cornelis Bos, burgemeester van Winterswijk tijdens de Tweede Wereldoorlog
- Willemijn Bos, hockeyster
- Wim Bos (1906-1974), kunstschilder
- Wim Bos (1928-2007), kunstschilder
- Wouter Bos, politicus voor de PvdA en vicepremier in het kabinet-Balkenende IV

## Naamdragers uit andere landen
- Gino Bos, Belgisch voormalig wielrenner
- Ingo Bos, Duits voormalig langebaanschaatser